# Volkskammerwahl 1950
Die Wahl zur Volkskammer der DDR 1950 (auch Volkswahl) war die Wahl zur 1. Volkskammer der DDR und fand am 15. Oktober 1950 statt. Sie war eine Scheinwahl. Es konnte lediglich über die Einheitsliste der Nationalen Front abgestimmt werden. Die Wahl hatte auf die Stärke der Fraktionen keinen Einfluss. Deren Größe wurde im Voraus festgelegt. Das Wahlrecht der DDR erlaubte auf dem Papier die öffentliche Kontrolle der Wahlauszählung. In der Praxis fand dies aus Angst vor Repressionen nicht statt.
Aufgrund des Viermächte-Status der Stadt Berlin wurden die 66 Abgeordneten von Ost-Berlin indirekt durch den Magistrat von Ost-Berlin bestimmt. Hierdurch kam es zu der Situation, dass in der Volkskammer auch sechs Vertreter der SPD aus dem Ostteil der Stadt vertreten waren. Die SPD war in der SBZ nach der Zwangsvereinigung verboten; in Berlin bestand die SPD Berlin jedoch weiter. Die sechs Mandatsinhaber wurden Mitglieder der SED-treuen Sozialdemokratischen Aktion.

## Wahlergebnis
Nach offiziellen Angaben lag die Wahlbeteiligung bei 98,53 %, hatten 99,72 % der Teilnehmer dem Wahlvorschlag der Nationalen Front zugestimmt und 0,28 % ungültige Stimmen abgegeben.

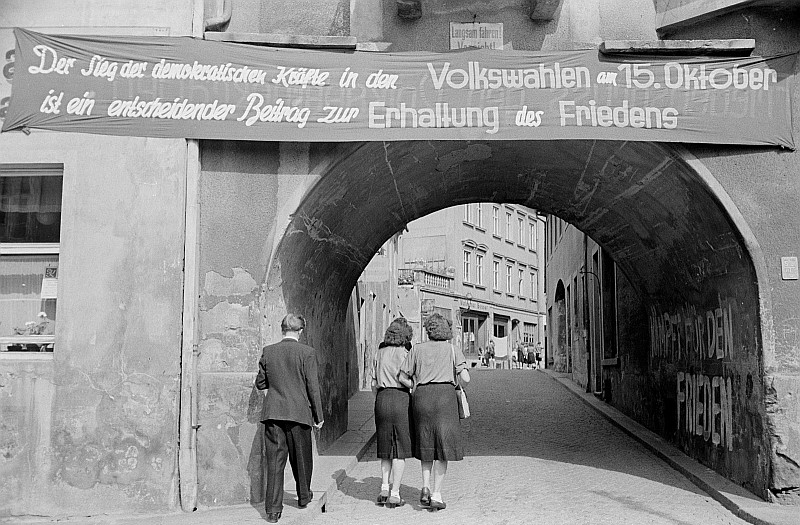
Banner zur Wahl in Kamenz

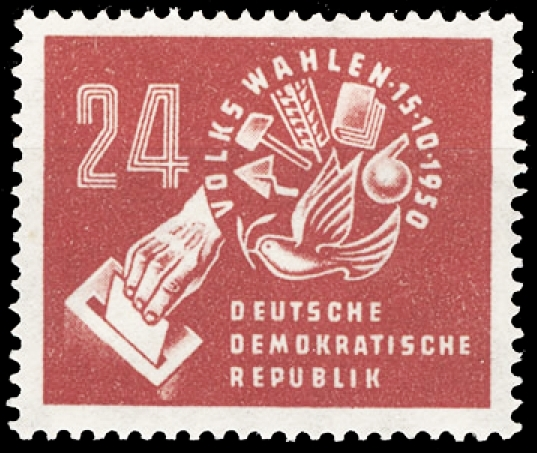
Briefmarke der DDR zur Wahl

- SED: 110
- FDGB: 49
- DBD: 33
- VdgB: 12
- FDJ: 25
- DFD: 20
- KB: 24
- VVN: 19
- SPD: 6
- NDPD: 35
- LDPD: 66
- CDU: 67

| Partei/Gruppe | Partei/Gruppe                               | Akronym          | Sitze |
| ------------- | ------------------------------------------- | ---------------- | ----- |
|               | Sozialistische Einheitspartei Deutschlands  | SED              | 110   |
|               | Freier Deutscher Gewerkschaftsbund          | FDGB             | 49    |
|               | Demokratische Bauernpartei Deutschlands     | DBD              | 33    |
|               | Vereinigung der gegenseitigen Bauernhilfe   | VdgB             | 12    |
|               | Freie Deutsche Jugend                       | FDJ              | 25    |
|               | Demokratischer Frauenbund Deutschlands      | DFD              | 20    |
|               | Kulturbund                                  | KB               | 24    |
|               | Vereinigung der Verfolgten des Naziregimes  | VVN              | 19    |
|               | Sozialdemokratische Partei Deutschlands     | SPD (Ost-Berlin) | 6     |
|               | National-Demokratische Partei Deutschlands  | NDPD             | 35    |
|               | Liberal-Demokratische Partei Deutschlands   | LDPD             | 66    |
|               | Christlich-Demokratische Union Deutschlands | CDU              | 67    |

## Sonstiges
Ein 18-jähriger Schüler namens Hermann Flade druckte mit einem Schüler-Druckkasten 186 Flugblätter und klebte sie heimlich an den Tagen vor der Wahl in Olbernhau an Hauswände, Laternenmasten und Mauern. Er wurde dabei gefasst und am 10. Januar 1951 nach zwei Verhandlungstagen zum Tode verurteilt, was im In- und Ausland großes Aufsehen erregte. SED-Politiker sorgten dafür, dass das Oberlandesgericht Dresden Flades Revisionsantrag bereits am 29. Januar 1951 verhandelte und das Strafmaß auf 15 Jahre Zuchthaus änderte.
Flade wurde am 1. November 1960 per Amnestie aus der Haft entlassen und übersiedelte in die Bundesrepublik.